# Matthias Wüllenweber
Matthias Wüllenweber (1961) è un imprenditore e programmatore tedesco.

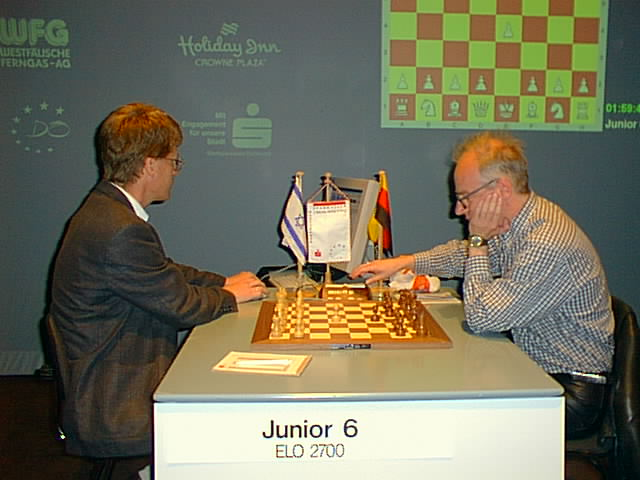
Matthias Wüllenweber gioca le mosse del motore scacchistico Junior in una partita contro il GM Robert Hübner al torneo di scacchi di Dortmund del 2000

Diplomato nel 1980 al Käthe-Kollwitz-Gymnasium di Wesseling, ha studiato fisica teorica a Bonn, Edimburgo e Brema. Ha implementato un database scacchistico per Atari, presentato il 19 maggio 1986 a Garri Kimovič Kasparov, il quale rimase positivamente impressionato dalle potenzialità del software.
Per commercializzare il software, nel 1987 ha cofondato insieme al giornalista scientifico Frederic Friedel la società ChessBase, con sede ad Amburgo. Ha inoltre iniziato lo sviluppo del motore scacchistico Fritz insieme a Mathias Feist, venendo successivamente sostituito da Frans Morsch. Nel 1989 ha ricevuto il Medienpreis della federazione scacchistica tedesca. Ha sviluppato un software per l'arrangiamento musicale automatico chiamato Ludwig, distribuito nel 2007.